# Ахмет Мумтаз Тајлан
Ахмет Мумтаз Тајлан (тур. Ahmet Mümtaz Taylan; Анкара, 12. септембар 1965) је турски глумац и режисер.

## Биографија
Тајлан је дипломирао у позоришту у Универзирету Хакетеп. Између 1989. и 1993. године, радио је у државном позоришту Дијарбакир. Током 1993. и 1994. године, радио је са Робертом Кијули у позоришту Дер Рур у Немачкој. Тајлан је од тада радио у много позоришних пројеката са Јусел Ертеном. Постао је генерални секретар на ДЕТИС и радио је у истој позицији до 2006. године док је није напустио. Током 2002. године освојио је Исмет Кунтај награду за „Најбољег режисера” за комад Misafir sahneleyişi.